# Théâtre de l'île (Nouméa)
Pour le théâtre homonyme de Gatineau (Québec), voir Théâtre de l'île.
Résidence
Le Théâtre de l'île est le plus important théâtre de Nouméa et de Nouvelle-Calédonie, situé dans le quartier de Nouville et installé dans un ancien bâtiment du bagne datant du XIXe siècle. 

## Origines du bâtiment et transformation
Le bâtiment qui abrite l'actuel bâtiment du bagne voit sa construction commencer en 1875, dans le but d'en faire l'église du centre pénitentiaire de l'île Nou, dans la rade de Nouméa. Les travaux, après de nombreux retards, notamment en raison d'un cyclone en 1880, se terminent en 1886, mais l'édifice, inachevé, au lieu de devenir lieu de culte, sert d'atelier de couture et de cordonnerie de l'Administration pénitentiaire, puis de magasin de vivres et finalement d'entrepôt.  
Après la décision, prise en 1897, d'abolir le bagne, puis le départ progressif des derniers « Transportés » jusqu'en 1927, le bâtiment devient un lieu d'élevage de vers à soie entre 1920 et 1926, puis une salle de bal dans les années 1930. Il est abandonné après un cyclone qui endommage sa toiture, entre 1933 et 1941. Pendant la Seconde Guerre mondiale, il sert de « centre de regroupement » des Japonais vivant en Nouvelle-Calédonie en attente de leur transfert vers l'Australie. 
Avec l'extension du port-autonome de Nouméa par la construction d'espaces gagnés sur la mer dans les années 1970, l'île Nou est reliée au reste de la ville et devient une « presqu'île artificielle », rebaptisée Nouville. S'y développent des activités touristiques, culturelles ou d'enseignement. L'ancienne cordonnerie puis « centre de regroupement » des Japonais est ainsi une première fois rénovée dans les années 1970 pour devenir une salle de cinéma et de spectacle dépourvue de toiture, en plein air, accueillant aussi des matchs de boxe à la fin de la décennie. Il commence alors à être appelé « Théâtre de l'île ». Il est également envisagé d'en faire une annexe du dépôt des archives de Nouvelle-Calédonie voisin. 
Mais il connaît sa plus importante transformation entre 1994 et 2000, et est transféré en 1998 du patrimoine de la Province Sud à celui de la ville de Nouméa. Il devient ainsi un théâtre à part entière, couvert, avec les installations acoustiques et techniques modernes qui s'y attachent. Il est officiellement inauguré le 28 septembre 2000 par le maire de Nouméa Jean Lèques et le président de l'Assemblée de la Province Sud Jacques Lafleur. 
Le théâtre de l'île a été partiellement classé comme monument historique le 3 novembre 2005, pour ses façades Est, Ouest et Sud.
En 2018, ce théâtre a accueilli l'événement « TEDx Nouméa ».

## Équipements
Le théâtre de l'île comprend une salle de 356 places.
Une buvette est accessible avant et après les événements. 

## Proximité
Accessibles, en voiture, à pied, ou partiellement par les bus Karuia 10, 11, 23, 30, 31, 63, 93 :
- Kuendu : anse, plage, plongée, restaurant Grand Deck,
- Kowi Bouillant,
- Anse Paddon (James Paddon) : restaurant 1881, Musée du Bagne, boulangerie, chapelle du bagne (1882), logements, centres de formation,
- UNC (Université de la Nouvelle-Calédonie),
- Conseil Coutumier,
- Lycée Jules Garnier,
- étroit Pont de Nou,
- Centre Pénitentiaire de Nouméa Camp Est,
- Hôpital psychiatrique et gériatrique, Centre hospitalier spécialisé Albert-Bousquet, monument historique classé (2004),
- Port Autonome de Nouméa,
- Musée de l'Histoire Maritime de la Nouvelle-Calédonie.

## Membres de la compagnie Les Incompressibles

### Dirigeants
- Jean-Paul Smadja (Directeur et metteur en scène)
- Yaka Ridama (Metteur en scène)
- Jean-Pierre Tamayo (Metteur en scène)
- Fabien Karato
- Georges Dameo-Yabao

### Élèves
- Georges Larvette
- Hector Verthier
- Bernard Fabka
- Daniel Fibaya
- Alain Fergain-Lamdou
- William Damkao
- Daniel Kawada
- Paul Rowa
- Hervé Ladou-Grispou
- Patrice Larmao
- François-Pierre Xavero
- Julien Banamo
- Bernard Tarmi-Lavoy